# The Real Thing (Midnight Oil)
The Real Thing är ett album av Midnight Oil från 2000. Albumet innehåller bland annat liveupptagningar som, i kontrast mot de man finner på Scream in Blue Live (1992), är lågmälda och mer eller mindre akustiska. Bland låtarna finns bland annat MTV Unplugged-upptagningen av "In the Valley", där enbart ett piano ackompanjerar Peter Garretts sång.

## Låtlista
1. "The Real Thing"
2. "Say Your Prayers"
3. "Spirit of the Age"
4. "Feeding Frenzy" (inspelad oktober 1994 på The Metro Theatre, Sydney, studioversion på Earth and Sun and Moon.)
5. "Tell Me the Truth" (inspelad oktober 1994 på The Metro Theatre, Sydney, studioversion på Earth and Sun and Moon.)
6. "The Dead Heart" (inspelad oktober 1994 på The Metro Theatre, Sydney, studioversion på Diesel and Dust.)
7. "Tin Legs and Tin Mines, inspelad oktober 1994 på The Metro Theatre, Sydney, studioversion på 10, 9, 8, 7, 6, 5, 4, 3, 2, 1.)
8. "Short Memory" (inspelad oktober 1994 på The Metro Theatre, Sydney, studioversion på 10, 9, 8, 7, 6, 5, 4, 3, 2, 1.)
9. "In the Valley" (inspelad april 1993 på Sony Studios, New York, för MTV Unplugged, studioversion på Earth and Sun and Moon.)
10. "Blue Sky Mine" (inspelad oktober 1994 på The Metro Theatre, Sydney, studioversion på Diesel and Dust.)
11. "US Forces" (inspelad oktober 1994 på The Metro Theatre, Sydney, studioversion på 10, 9, 8, 7, 6, 5, 4, 3, 2, 1.)
12. "Warakurna" (inspelad april 1993 på Sony Studios, New York, för MTV Unplugged, studioversion på Diesel and Dust.)
13. "Truganini" (inspelad april 1993 på Sony Studios, New York, för MTV Unplugged, studioversion på Earth and Sun and Moon.)
14. "The Last of the Diggers"